# Språkrådet (Sverige)
Språkrådet är svenska statens organ för språkvård och språkpolitik. Det bildades 2006 genom en sammanslagning av de tidigare självständiga språkvårdsmyndigheterna Svenska språknämnden och Sverigefinska språknämnden, samt Klarspråksgruppen i Regeringskansliet och är en avdelning inom den 2006 skapade myndigheten Institutet för språk och folkminnen. Sedan 1 augusti 2023 är Lena Lind Palicki chef för Språkrådet.

## Verksamhet
Språkrådet arbetar med svenska och med språkbruk i Sverige. Det är en avdelning inom myndigheten Institutet för språk och folkminnen, där en annan avdelning arbetar med de nationella minoritetsspråken finska, meänkieli, jiddisch och romska (romani) samt med svenskt teckenspråk. Den viktigaste uppgiften är att "på vetenskaplig grund" (förordning 2007:1181) vara ett stöd för dem som ska använda eller har frågor om dessa språk. Rådet har också till uppgift att följa andra språk i Sverige. 
Språkrådet har därtill till uppgift att samordna arbetet med språket i offentlig verksamhet. Myndigheternas språk ska enligt språklagen (2009:600) vara vårdat, enkelt och begripligt. Språkrådet arbetar med att främja klarspråk – myndighetstexter skrivna på ett vårdat, enkelt och begripligt språk – genom bland annat föreläsningar, seminarier och konferenser, utgivning av nyhetsbladet Klarspråk, samt utdelning av språkvårdspriset Klarspråkskristallen.
Språkrådet utger även den årliga "Språkrådets nyordslista", och delar ut Erik Wellanders språkvårdspris. Språkrådet äger sedan 2007 det internetbaserade lexikonet Lexin.

## Historik
Den organiserade språkvården i Sverige startades 1944 av Nämnden för svensk språkvård. Den hade representanter för skolor och universitet, Publicistklubben, Tekniska nomenklaturcentralen, Sveriges författareförening, Sveriges Radio och Föreningen Norden. År 1954 tillkom Institutet för svensk språkvård för att ge råd. Professor Gösta Bergman var länge verksam där. 
Nämnden för svensk språkvård förstatligades delvis vid en omorganisation 1972 och fick namnet Svenska språknämnden och var Sveriges officiella språkvårdsorgan. Den följde svenskans utveckling i tal och skrift, gav ut ordböcker och skrivhandledningar som boken Svenska skrivregler och andra skrifter i språkliga frågor samt tidskriften Språkvård Nämnden gav råd i språkfrågor åt myndigheter, företag och enskilda, medverkade i konferenser och kurser, samarbetade med andra språkvårdande institutioner i Sverige samt verkade för nordisk språkförståelse i samarbete med andra språknämnder. Nämnden samarbetade också med det halvofficiella organet Tekniska Nomenklaturcentralen, senare Terminologicentrum (TNC). Nämnden utgav sedan 1965 tidskriften Språkvård, som 2007 gick upp i den fristående tidskriften Språktidningen.
Sverigefinska språknämnden (Ruotsinsuomalainen kielilautakunta) grundades 1975 och hade till uppgift att vårda och utveckla det finska språket i Sverige, sverigefinskan. Nämnden utarbetade svensk-finska ordlistor inom olika samhällsområden och granskade finskspråkiga texter. Vidare utvecklade och vårdade nämnden sverigefinskan genom att bland annat ge rekommendationer och råd till myndigheter, företag och privatpersoner om finska språket, anpassat till svenska förhållanden. Nämnden gav ut språkvårdstidskriften Kieliviesti samt anordnade språkvårdsseminarier.
Klarspråksgruppen skapades 1993 som en avdelning inom Regeringskansliet och hade som uppdrag att främja språkvårdsaktiviteter hos myndigheterna. Den utgav 46 nummer av Klarspråksbulletinen, som 2006 döptes om till Klarspråk. Bulletin från Språkrådet i samband med att Klarspråksgruppen blev en del av Språkrådet.
Den 1 juli 2006 sammanslogs dessa tre självständiga organisationer till Språkrådet, som i sin tur blev en avdelning inom det forna Språk- och folkminnesinstitutet (Sofi), som då döptes om till Institutet för språk och folkminnen. Den 23 april 2014 slogs institutets två separata webbplatser (www.sofi.se och www.språkrådet.se) ihop till www.sprakochfolkminnen.se. Webbplatsen har därefter bytt namn till www.isof.se.

## Kritik
Språkrådet har ibland fått kritik för sina rekommendationer och framställningar, bland annat i fråga om dövspråk och stödet för nybildade ord såsom "tjejsamla" vilka årligen presenteras på Språkrådets nyordslista.

### Fotnoter
1. ↑  ”Medarbetare Lena Lind Palicki”. https://www.isof.se/vart-uppdrag/om-myndigheten/organisation/medarbetare/sidor/lena-lind-palicki. Läst 10 januari 2024.
2. ↑  Nyordslistor. Institutet för språk och folkminnen. Länkad 8 juni 2014
3. ↑  Erik Wellanders pris. Institutet för språk och folkminnen. Länkad 8 juni 2014
4. ↑   Focus, band III, sidan 1527, Gebers förlag, 1958
5. ↑  Klarspråksbulletinen 1995–2006. Regeringskansliets arkiv. Länkad 8 juni 2014
6. ↑  Bulletinen Klarspråk. Institutet för språk och folkminnen. Länkad 8 juni 2014
7. ↑  Dövas tidning Arkiverad 21 februari 2014 hämtat från the Wayback Machine. 26 augusti 2011
8. ↑  Språktidningen Arkiverad 24 juni 2013 hämtat från the Wayback Machine. 9 januari 2012